# 26. januar
26. januar er dag 26 i året, i den gregorianske kalender. Der er 339 dage tilbage af året (340 i skudår).
- Polykarps dag, efter apostelen Johannes' elev Polykarp (69-155), der var biskop i Smyrna og led martyrdøden 86 år gammel omkring år 155.

### Begivenheder
Født - Dødsfald
- 1531 - Lissabon rammes af et jordskælv, hvor tusindvis af mennesker omkommer.
- 1700 - Cascadia-jordskælvet udløser en tsunami der rammer Japan.
- 1731 - Kjøbenhavns Brandforsikring oprettes.
- 1788 - De første briter ankommer til Australien.
- 1905 - Verdens største diamant på 3.106 karat bliver fundet i Premierminen ved Pretoria i Sydafrika. Den får navnet Cullinan-diamanten efter minens opdager og blev forarbejdet til 106 slebne diamanter. Den største af disse var på 530,2 karat.
- 1939 - Francisco Francos styrker indtager Barcelona, hvilket reelt markerer afslutningen på den spanske borgerkrig.
- 1947 - En hollandsk Douglas DC-3 styrter ned i Kastrup. Ved ulykken omkommer alle ombordværende, bl.a. den svenske tronfølger Gustav Adolf, den amerikanske skuespiller Grace Moore og den danske sangerinde Gerda Neumann.
- 1950 - Indien udråbes til republik.
- 1965 - Hindi bliver det officielle sprog i Indien.
- 1972 - Den jugoslaviske stewardesse Vesna Vulovic overlever et flystyrt fra 10.160 meters højde, da et DC-9 fly eksploderer over Srbská Kamenice i Tjekkoslovakiet. Det er det længste fald, nogen har overlevet uden brug af faldskærm.
- 1974 - Israeleren Uri Geller sætter hele Danmark på den anden ende ved at bøje gafler i tv, og han får ellers ødelagte ure til at gå igen. Det sker hjemme hos folk, der sidder og ser på udsendelsen.
- 1987 - Coca-Cola bliver udnævnt til den mest populære sodavand i USA og skubber dermed Pepsi-Cola ned på andenpladsen.
- 1990 - Et voldsomt stormvejr over det nordvestlige Europa koster over 100 døde. Især Storbritannien bliver hårdt ramt - det er det værste uvejr, der har ramt de britiske øer i det 20. århundrede. Stormen koster fire danske søfolk livet.
- 1993 - Václav Havel vælges til præsident for Tjekkiet.
- 1996 - Inderen Radhey Shyam Prajapati sætter Guinness-rekord (verdensrekord) i ubevægelighed, da han står totalt ubevægelig i 18 timer, 5 minutter og 50 sekunder i Gandhi Bhawan i Bhopal, Indien.
- 1998 - På tv nægter Bill Clinton at have haft "et seksuelt forhold" med Monica Lewinsky.
- 2001 - Indien bliver ramt af det værste jordskælv i 50 år, da et voldsomt jordskælv af 90 minutters varighed rammer det nordvestlige Indien. 30.000 mennesker omkommer. Én million bliver hjemløse, og 4.000 landsbyer bliver lagt i ruiner. Værst går det ud over storbyen Bhuj.
- 2003 - Odense Bulldogs vinder pokalfinalen i ishockey mod Herlev Eagles. Kampen afvikles i et fyldt Odense Isstadion og ender 5-2.
- 2004 – Hamid Karzai underskriver Afghanistans nye forfatning.
- 2005 - Operaen i København opfører Aida - og hermed åbnes det nye operahus for alvor.

### Født
- 1763 - Karl 14. Johan, fransk marskal og senere norsk-svensk konge (død 1844).
- 1781 - Ludwig Achim von Arnim, tysk forfatter (død 1831).
- 1877 - Kees van Dongen, hollandsk kunstner (død 1968).
- 1893 - Christian Arhoff, dansk skuespiller (død 1973).
- 1911 - Sam Besekow, dansk instruktør (død 2001).
- 1918 - Nikolae Ceauşescu, rumænsk kommunistleder og diktator (død 1989).
- 1918 - Philip José Farmer, amerikansk forfatter (død 2009).
- 1924 - Alice Babs, svensk sangerinde og skuespillerinde (død 2014).
- 1925 - Paul Newman, amerikansk skuespiller (død 2008).
- 1925 - Joan Leslie, amerikansk skuespillerinde (død 2015).
- 1928 - Roger Vadim, fransk filminstruktør og skuespiller (død 2000).
- 1943 - Ivar Sørensen, dansk jazzmusiker.
- 1945 - Jacqueline du Pré, engelsk cellist (død 1987).
- 1953 - Anders Fogh Rasmussen, dansk statsminister.
- 1956 - Anders Bech-Jessen, dansk tv-vært. Kendt fra DR1 programmet "Kontant".
- 1958 - Anita Baker, amerikansk soulsangerinde.
- 1958 - Ellen DeGeneres, amerikansk skuespillerinde, komiker og tv-vært.
- 1961 - Wayne Gretzky, canadisk ishockeyspiller, -træner og holdejer.
- 1963 - Andrew Ridgeley, engelsk singer-songwriter og guitarist.
- 1963 - José Mourinho, portugisisk fodboldtræner.
- 1965 - Kevin McCarthy, amerikansk politiker.
- 1976 - Søren Christensen, dansk chefredaktør (død 2020).
- 1978 - Corina Morariu, amerikansk tennisspiller.
- 1982 - Christiane Schaumburg-Müller, dansk skuespillerinde.
- 1984 - Laura Christensen, dansk skuespillerinde.

### Dødsfald
- 1697 - Georg Mohr, dansk matematiker (født 1640).
- 1816 - Johan Henrik Tauber, dansk skolemand og teolog (født 1743).
- 1824 - Théodore Géricault, fransk maler (født 1791).
- 1854 - Peter von Scholten, dansk generalguvenør (født 1784).
- 1855 - Gérard de Nerval, fransk digter og oversætter (født 1808).
- 1880 - Hans Christian Sonne, dansk teolog og stiftsprovst (født 1817).
- 1947 - Gustav Adolf, svensk arveprins (født 1906) - omkommet ved flyulykke i Kastrup Lufthavn.
- 1947 - Gerda Neumann, dansk sanger og skuespiller (født 1915) - omkommet ved ovennævnte flyveulykke.
- 1955 - Holger Nielsen, dansk atlet, idrætspioner og lærer (født 1866).
- 1962 - Lucky Luciano, amerikansk gangster (født 1897).
- 1973 - Edward G. Robinson, amerikansk skuespiller (født 1893).
- 1976 - Kaj Bundvad, dansk politiker og minister (født 1904).
- 1993 - Robert Jacobsen, dansk kunstner (født 1912).
- 2002 - Teddy Sørensen, dansk maler, grafiker, billedhugger og installationskunstner (født 1938).
- 2007 - Hans J. Wegner, dansk møbelarkitekt (født 1914).
- 2009 - Ivan Jensen, dansk fodboldspiller (født 1922).
- 2011 - Kirsten Saerens, dansk skuespillerinde (født 1938).
- 2012 - Ian Abercrombie, engelsk skuespiller (født 1934).
- 2016 - Abe Vigoda, amerikansk skuespiller (født 1921).
- 2017 - Barbara Hale, amerikansk skuespillerinde (født 1922).
- 2017 - Mike Connors, amerikansk skuespiller (født 1925).
- 2020 - Kobe Bryant, Amerikansk basketballspiller (født 1978).

|  | Denne datoartikel kan blive bedre, hvis der indsættes et (bedre) billede Du kan hjælpe ved at afsøge Wikimedia Commons for et passende billede eller uploade et godt billede til Wikimedia Commons iht. de tilladte licenser og indsætte det i artiklen. |